# Žan Celar
Žan Celar (Kranj, 1999. március 14. –) szlovén válogatott labdarúgó, az angol QPR csatára.

## Pályafutása

### Klubcsapatokban
Celar a szlovéniai Kranj városában született. Az ifjúsági pályafutását a Šenčur, a Velesovo, a Triglav Kranj és a Maribor csapataiban kezdte, majd 2017-ben az olasz Roma akadémiájánál folytatta.
2016-ban mutatkozott be a Maribor felnőtt csapatában, ahol csak egy mérkőzésen lépett pályára. 2018-ban átigazolt az olasz első osztályban érdekelt Roma csapatához. 2019. március 11-én, a Empoli elleni mérkőzés 86. percében Patrik Schicket debütált. A következő két szezonban a Serie B-ben szereplő Cittadella és Cremonese csapatát erősítette kölcsönben.
2021. augusztus 27-én négyéves szerződést kötött a svájci Lugano együttesével. Először a szeptember 12-ei, Basel elleni mérkőzés 78. percében Sandi Lovrić cseréjeként lépett pályára. Első két gólját szeptember 26-án, a Luzern ellen 3–2-re megnyert találkozón szerezte. A 2023–24-es szezonban megszerezte a bajnokság és a kupa gólkirályi címét is.
2024. július 19-én az angol QPR szerződtette.

### A válogatottban
Celar az U16-ostól az U21-esig minden korosztályban képviselte Szlovéniát.
2021-ben debütált a felnőtt válogatottban. Először 2021. november 14-én, Ciprus ellen 2–1-re megnyert VB-selejtezőn lépett pályára.

## Statisztika
2024. augusztus 17. szerint.
| Klub                    | Szezon   | Bajnokság    | Bajnokság | Bajnokság | Kupa  | Kupa  | Nemzetközi | Nemzetközi | Összesen | Összesen |
| Klub                    | Szezon   | Bajnokság    | Mérk.     | Gólok     | Mérk. | Gólok | Mérk.      | Gólok      | Mérk.    | Gólok    |
| ----------------------- | -------- | ------------ | --------- | --------- | ----- | ----- | ---------- | ---------- | -------- | -------- |
| Maribor                 | 2015–16  | Prva Liga    | 1         | 0         | 0     | 0     | 0          | 0          | 1        | 0        |
| Roma                    | 2018–19  | Serie A      | 1         | 0         | 0     | 0     | 0          | 0          | 1        | 0        |
| Cittadella (kölcsönben) | 2019–20  | Serie B      | 10        | 1         | 3     | 2     | 0          | 0          | 13       | 3        |
| Cremonese (kölcsönben)  | 2019–20  | Serie B      | 11        | 2         | 0     | 0     | 0          | 0          | 11       | 2        |
| Cremonese (kölcsönben)  | 2020–21  | Serie B      | 27        | 2         | 2     | 0     | 0          | 0          | 29       | 2        |
| Lugano                  | 2021–22  | Super League | 29        | 10        | 5     | 4     | 0          | 0          | 34       | 14       |
| Lugano                  | 2022–23  | Super League | 30        | 16        | 3     | 0     | 1          | 0          | 34       | 16       |
| Lugano                  | 2023–24  | Super League | 36        | 14        | 6     | 6     | 7          | 1          | 49       | 21       |
| QPR                     | 2024–25  | Championship | 2         | 0         | 1     | 0     | 0          | 0          | 3        | 0        |
| Összesen                | Összesen | Összesen     | 147       | 45        | 20    | 12    | 8          | 1          | 175      | 58       |

### A válogatottban
| Válogatott | Év       | Pályára lépés | Gól |
| ---------- | -------- | ------------- | --- |
| Szlovénia  | 2021     | 1             | 0   |
| Szlovénia  | 2022     | 5             | 0   |
| Szlovénia  | 2023     | 2             | 0   |
| Szlovénia  | 2024     | 9             | 0   |
| Összesen   | Összesen | 17            | 0   |

## Sikerei, díjai
Lugano
- Svájci Kupa
  - Győztes (1): 2021–22
  - Döntős (2): 2022–23, 2023–24

Egyéni
- A svájci első osztály gólkirálya: 2023–24 (14 góllal)
- A svájci kupa gólkirálya: 2023–24 (6 góllal)